# 蝗災

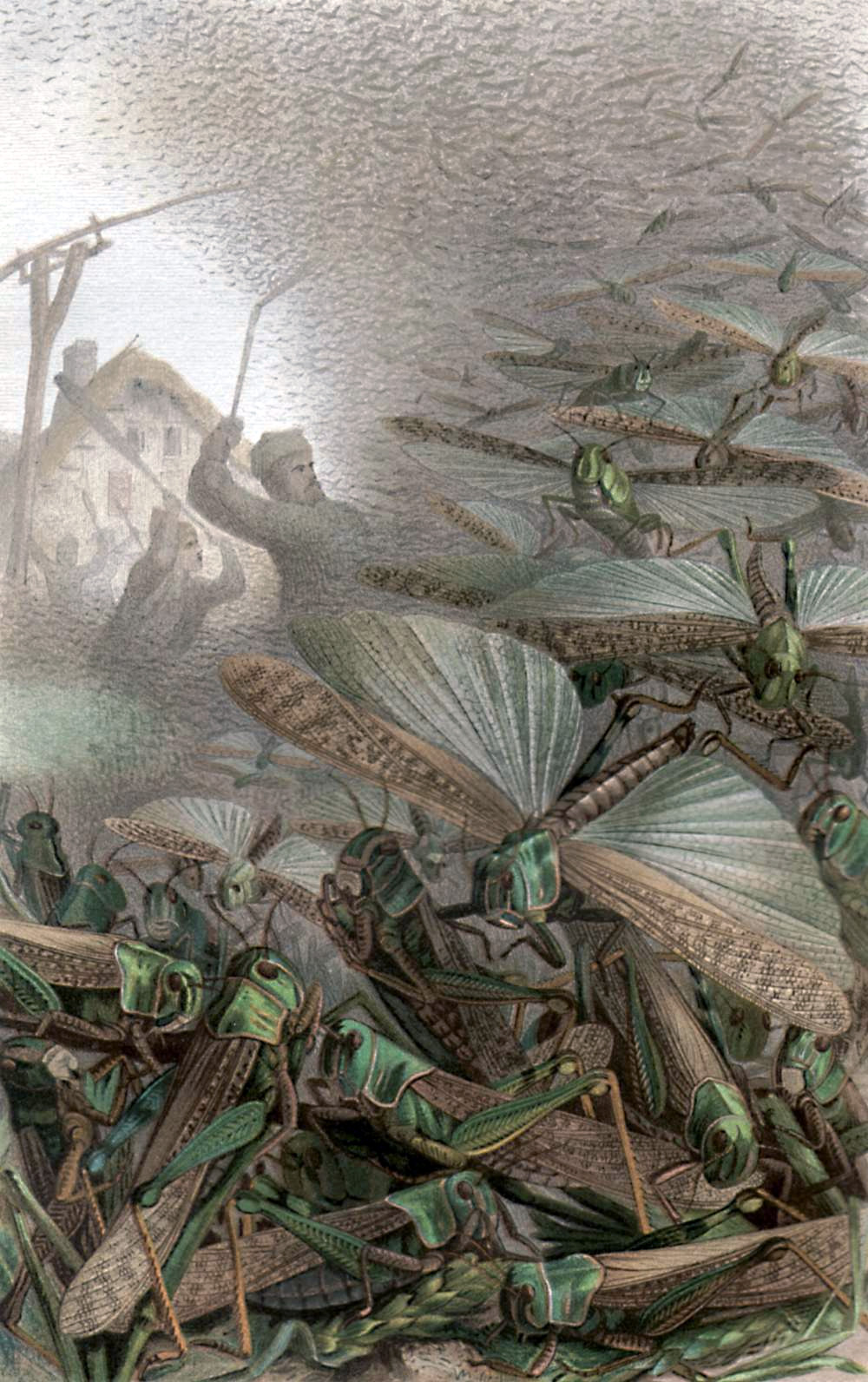
繪於1884年的蝗災

蝗災，又称蝗祸，是指蝗蟲引起的災變，大量的蝗蟲吞食禾田，使農產品完全遭到破壞，引發嚴重的經濟損失以致因糧食短缺而發生饑荒。蝗蟲極喜温暖干燥，蝗災往往和嚴重旱災相伴而生，有所謂“旱極而蝗”、“久旱必有蝗”。乾旱使草地稀少，蝗蟲生存空間變小且密集。當密度達臨界點，血清素會引發蝗蟲群聚，由獨居綠色轉群居褐色，集體遷徙尋求新的食物來源，形成蝗災。

## 歷史
蝗災是世界性的災變，而且淵遠流長，《詩經》中提到“去其螟螣，及其蟊賊，無害我田稚。田祖有神，秉畀炎火”，蘇軾在錢塘時見蝗災“上翳日月，下掩草木，遇其所落，弥望萧然。飞蝗来时半天黑。”。日本在《日本後紀》一書中首見蝗災。中国历史上迭起蝗灾，受災區多集中於河北、河南、山东三省，江苏、安徽、湖北等省亦有分佈，嚴重時可能遍及整個黃土高原，鄧雲特《中國救荒史》統計，秦漢蝗災平均8.8年一次，兩宋為3.5年，元代為1.6年，明、清兩代均為2.8年，受災範圍、受災程度、记录之详尽堪稱世界之最。
中國古代對蝗蟲認知不多，故有「蝗神」的說法，又有“蝗魚（蝦）互化”之說，如：宋代陸佃的《埤雅》：“或曰蝗即魚卵所化”，潘自牧的《記纂淵海》：“有蝗化為魚蝦”。李昉《太平御覽》〈蝦門〉記載：“蝗蟲飛入海，化爲魚蝦。”。李蘇《見物》記載：“旱涸則魚、蝦子化蝗，故多魚兆豐年。”
中国大陆每年蝗灾发生面积2.8亿亩次左右，分布在20个省（区、市）的1100多个县（市、区、旗、团场）。其中，飞蝗（东亚飞蝗、亚洲飞蝗、西藏飞蝗）常年发生3000万亩次左右。近30年来未出现大规模起飞危害。

## 災區
2001年，俄羅斯南部的斯塔夫羅波爾邊疆區，約26．7萬公頃的牧場和耕地受到蝗蟲侵襲。同時期，中國的黃河流域、渤海沿岸及新疆北部地區同樣也有蝗災，部份地區的蝗蟲密度達到了最多每平方米一萬隻。
2003年，美國西部的內華達州、猶他州和愛達荷州皆飽受蝗災侵擾，愛達荷州的災情是二次大戰以來最慘重的一次。
2019年至2020年，在東非開始大規模的蝗災爆發，聯合國糧食及農業組織表示該次蝗災對非洲之角的粮食安全和居民生计造成史無前例的威脅。是次蝗災令非洲、中东和南亚次大陆上的多个国家和地区宣布进入紧急状态。

## 防災措施
中國的防蝗觀念最遠可見之於商代甲骨文。唐太宗曾因蝗災將蝗蟲生吞下肚，左右遽谏曰：“恐成疾，不可。”太宗曰：“所冀移灾朕躬，何疾之避！”。自宋朝以後，對蝗災有了較科學化的認知，並總結一些滅蝗的方法，如：鳴金驅趕法、捕擊法、火燒法、溝坎深埋法、掘種法、以及趁清晨蝗翅露濕難飛用器具抄掠法等。新疆等地以養鸭、鸡等方式消灭蝗虫。明末清初有大量的防蝗書籍，陈芳生有《捕蝗考》，分“备荒事宜”和“前代捕蝗法”两部分，江苏泰州人彭寿山撰《留云阁捕蝗记》，浙江鄞县人陈仅撰《捕蝗汇编》，江苏无锡人顾彦撰《治蝗全法》分“土民治蝗法”、“官司治蝗法”、“前人称说”和“救荒事宜”四部分，王勋有《扑蝻凡例》等。日本学者道家信道将中国治蝗史分为四期，古代靠祈祷，中古開始有方法，近代方法不科学，現代是科学驱除法的年代。清代则属近代时期。
捕杀蝗虫，是当时最主要方法。例如：嘉庆五年，“九月蝗至，邑西若坑十八都、十九都、二十都皆有之。知县华中伯祭刘猛将军庙，蝗被鸟啄，遂息。”道光四年旱蝗，“官民协捕，且焚且瘗，寻有群鸦及蝦蟆争食之，殆尽，禾苗获全。”
目前，最有效的灭杀蝗虫办法是用农用飞机喷灑农药，效果大，但成本也很高。中华人民共和国政府曾在1950年代修建治蝗机场。2001年，政府在山东、河北、新疆三个重灾区，投资修建了三个现代化的治蝗机场。

## 文化
- 納撒尼爾·韋斯特著有《蝗災之日》。
- 日本作家西村壽行小說、漫畫《蒼茫的大地之毀滅》。